# Евгений Беляев
Евгений Михайлович Беляев (1926 – 1994) е съветски и руски певец (лиричен тенор). Народен артист на СССР (1967) Лауреат на Държавната награда на СССР (1978).

## Биография
Евгений Беляев е роден на 11 септември 1926 г. в град Клинци (сега в Брянска област, Русия).
В края на 1944 г. е призован в Червената армия. От януари 1945 г. участва във Великата отечествена война като наблюдател-разузнавач на 6-та батарея на 1211-ти гаубичен артилерийски полк на 67-ма гаубична артилерийска бригада на 5-та гвардейска тежка артилерийска дивизия за пробив на 2-ри Украински фронт. За бойни отличия във войната е награден с медал „За храброст“.
От 1947 г. е солист на Ансамбъла за песни и танци на Карпатския военен окръг, през 1953 – 1955 г. – Ансамбъла за песни и танци на Киевския военен окръг, от 1955 г. – Ансамбъла за песни и танци на Съветската армия на името на А. В. Александров, от 1980 г. – Държавната гастролно-концертна асоциация на РСФСР „Росконцерт“ (Москва) (сега ФГБУК „Росконцерт“.).
През 1968 г. завършва Московския музикално-педагогически институт. Гнесините (сега Руската музикална академия на „Гнесините“) (според други източници – Държавният музикален колеж на Гнесините (сега колежът на Гнесините)).
Като част от Ансамбъла за песни и танци на Съветската армия на името на А. В. Александров, той се изявява в чужбина: Европа, САЩ, Канада, Япония.
Като солист изпълнява руска и чуждестранна класика, руски и украински народни песни, произведения на съветски композитори. Изпълнител на известните песни „Соловьи“, „Да седнем, приятели, пред дълъг път“, „В землянката“, „Откъде започва Родината“, „Калинка“.
През 60-те години той участва в заснемането на новогодишните телевизионни програми „Синя светлина“, пее песента „Тройка“ на Петър Булахов (или Павел Булахов), участва в концертни филми.
Записан е на грамофонни плочи.
Гласът на певеца е среден между лиричен тенор и тенор алтино, звучен и лек, с прозрачен тембър. Когато изпълнява, той използва както академичния, базиран на дишането метод за звукоизвличане, така и „фолклорния“, широк маниер на пеене, с неприкрити гласни звуци. Гласът също се отличава с добре оформени от природата преходи между два регистъра, широк диапазон.
Член на КПСС от 1952 г.
Преди смъртта си през февруари 1994 г. е лекуван в Главна военна клинична болница. Н. Н. Бурденко в Москва. По някакъв начин певецът моли лекарите да го приберат вкъщи (сега на улица „Нови Арбат“) за уикенда, където внезапно умира от сърдечен удар на 21 февруари 1994 г. (според други източници – 22 февруари).
Погребан е на Троекуровското гробище (секция 3).

## Семейство
Женен е и има двама сина, единият от които става професионален пианист.

## Награди и звания
- Заслужил артист на РСФСР (1958)
- Народен артист на РСФСР (1960)
- Народен артист на СССР (1967)
- Държавна награда на СССР (1978) – за концертни програми от последните години
- Орден на Отечествената война 2 клас (6 април 1985)
- Орден на Червената звезда (20 ноември 1964)
- Орден „За храброст“ (20 февруари 1945)
- Медал „За бойни заслуги“ (30 декември 1956)
- Медал „За доблестен труд. В чест на 100-годишнината от рождението на Владимир Илич Ленин"
- Медал „За победата над Германия във Великата отечествена война 1941 – 1945 г.“
- Медал „За освобождение Праги“
- Медал на Чехословакия
- Знак „50 години ансамбъл Червено знаме“ (1978)
- Почетен гражданин на град Клинци